# Ligue de diamant 2011 - 3 000 m steeple masculin
L'épreuve du 3 000 mètres steeple masculin de la Ligue de diamant 2011 se déroule du 15 mai au 8 septembre 2011. La compétition fait successivement étape à Shanghai, Eugene, Oslo, Paris, Monaco et Stockholm, la finale ayant lieu à Zurich peu après les Championnats du monde de Daegu.

## Calendrier
| Date             | Meeting             | Ville     | Pays       |
| ---------------- | ------------------- | --------- | ---------- |
| 15 mai 2011      | Golden Grand Prix   | Shanghai  | Chine      |
| 4 juin 2011      | Prefontaine Classic | Eugene    | États-Unis |
| 9 juin 2011      | Bislett Games       | Oslo      | Norvège    |
| 8 juillet 2011   | Meeting Areva       | Paris     | France     |
| 22 juillet 2011  | Meeting Herculis    | Monaco    | Monaco     |
| 29 juillet 2011  | DN Galan            | Stockholm | Suède      |
| 8 septembre 2011 | Weltklasse          | Zurich    | Suisse     |

## Résultats
| Date | Meeting   | 1er                                            | 1er   | 2e                                | 2e    | 3e                                     | 3e    |
| --- | --------- | ---------------------------------------------- | ----- | --------------------------------- | ----- | -------------------------------------- | ----- |
| 15 mai 2011 | Shanghai  | Brimin Kipruto 8 min 02 s 28 (WL, MR)          | 4 pts | Paul Kipsiele Koech 8 min 02 s 42 | 2 pts | Hillary Yego 8 min 07 s 71 (PB)        | 1 pt  |
| 4 juin 2011 | Eugene    | Ezekiel Kemboi 8 min 08 s 34                   | 4 pts | Paul Kipsiele Koech 8 min 10 s 13 | 2 pts | Roba Gari 8 min 11 s 34 (SB)           | 1 pt  |
| 9 juin 2011 | Oslo      | Paul Kipsiele Koech 8 min 01 s 83 (WL, MR)     | 4 pts | Brimin Kipruto 8 min 05 s 40      | 2 pts | Roba Gari 8 min 10 s 41 (SB)           | 1 pt  |
| 8 juillet 2011 | Paris     | Mahiedine Mekhissi-Benabbad 8 min 02 s 09 (PB) | 4 pts | Ezekiel Kemboi 8 min 07 s 14 (SB) | 2 pts | Benjamin Kiplagat 8 min 08 s 43 (PB)   | 1 pt  |
| 22 juillet 2011 | Monaco    | Brimin Kipruto 7 min 53 s 64 (AR, WL, MR)      | 4 pts | Ezekiel Kemboi 7 min 55 s 76 (PB) | 2 pts | Paul Kipsiele Koech 7 min 57 s 32 (SB) | 1 pt  |
| 29 juillet 2011 | Stockholm | Paul Kipsiele Koech 8 min 05 s 92              | 4 pts | Benjamin Kiplagat 8 min 14 s 42   | 2 pts | Jonathan Ndiku 8 min 17 s 77           | 1 pt  |
| 8 septembre 2011 | Zurich    | Ezekiel Kemboi 8 min 07 s 72                   | 8 pts | Paul Kipsiele Koech 8 min 07 s 89 | 4 pts | Benjamin Kiplagat 8 min 12 s 08        | 2 pts |
| Records et Performances - AR : Record continental (area record) - CR : Record des championnats (championship record) - MR : Record du meeting (meet record) - NR : Record national (national record) - OR : Record olympique (olympic record) - PR : Record paralympique (paralympic record) - PB : Record personnel (personal best) - SB : Meilleure performance personnelle de la saison (season's best) - WL : Meilleure performance mondiale de l'année (world leader) - WJR : Record du monde junior (world junior record) - WR : Record du monde (world record) Circonstances et Conditions - DNF : N'a pas terminé (did not finish) - DNS : N'a pas pris le départ (did not start) - DQ : Disqualification (disqualification) - NM : Aucun essai valable enregistré (No Mark) - Q : Qualifié « directement » au prochain tour (ou à la prochaine compétition), lors d'une compétition majeure, grâce au classement ou à la réalisation des minima (automatic qualifier) - q : Qualifié au prochain tour (ou à la prochaine compétition), lors d'une compétition majeure, grâce au repêchage ou à la réalisation de l'une des meilleures performances parmi celles des « non qualifiés directement » (grâce au meilleur temps ou à la meilleure distance par exemple) (secondary qualifier) |           |                                                |       |                                   |       |                                        |       |

## Classement général
- Classement final[1] :

| Rang | Athlète                     | Points |
| ---- | --------------------------- | ------ |
| 1    | Paul Kipsiele Koech         | 17     |
| 2    | Ezekiel Kemboi              | 16     |
| 3    | Benjamin Kiplagat           | 5      |
| 4    | Hillary Yego Jonathan Ndiku | 1      |